# 伊戈爾·沃洛布耶夫
伊戈爾·米哈伊洛維奇·沃洛布耶夫（1977年—）是烏克蘭裔俄羅斯企業家，曾為俄羅斯天然氣工業銀行副行長、俄羅斯天然氣工業股份公司新聞服務部負責人。他在2022年3月俄羅斯全面入侵烏克蘭期間逃往烏克蘭而為人所知。

## 生平
沃洛布耶夫於1977年出生在烏克蘭北部蘇梅州城市奧赫特爾卡。他在1989年至1994年就讀俄羅斯國立石油天然氣大學。
2000年至2016年，他在俄羅斯天然氣工業股份公司工作，2007年至2016年負責該公司的新聞服務，並擔任該公司信息政策部副部長。2015年至2022年，他在俄羅斯天然氣工業銀行工作，從事工業資產公關工作。2022年3月2日，他離開了莫斯科的工作和家人，逃往烏克蘭，並在那裡他接受了幾次大型採訪，談及他以前的工作向逃離俄羅斯的原因。

## 事蹟
沃洛布耶夫承認自己曾以公關專家身份參與2005年至2006年，及2008年至2009年的兩次「天然氣戰爭」，並向歐洲表明有必要剝奪烏克蘭過境國地位，以使歐洲修建北溪2號等旁路，最終令烏克蘭在歐洲消費者眼中失去作為可靠的天然氣供應國信譽。
沃洛布耶夫表示，早就2014年，當俄羅斯聯邦併吞克里米亞時，他早已經有返回烏克蘭的想法，但由於家庭原因才沒有實行。當2022年3月俄羅斯攻打他的家鄉時，他在家鄉的父親躲藏在地下室裡住了一個月，他再也不能假裝這與自己無關，也無法跟俄羅斯人共處，決定從俄羅斯返回烏克蘭。沃洛布耶夫在採訪中表示，他明白他在烏克蘭不受歡迎，也可能不被接受，但他也知道這是他應得的。
在訪問中沃洛布耶夫也談及其他天然氣公司高層管理人員離奇死亡，包括天然氣工業銀行另一位副行長弗拉迪斯拉夫·阿瓦耶夫殺死了自己的妻子和女兒，然後開槍自殺的事件。他說他在俄羅斯的性命沒有受到威脅，然而他認為阿瓦耶夫之死並不單純。他表示：「在我看來，這是一場精心策劃的自殺。我認為他是被殺的。」
2022年5月，沃洛布耶夫的存款從他的俄羅斯銀行賬戶中消失，他認為，這是俄羅斯「對他叛逃的報復」。2022年6月，沃洛布耶夫加入自由俄羅斯軍團，他表示：「我不能袖手旁觀，看著俄羅斯蹂躪我的祖國」。
2023年春，沃洛布耶夫在巴赫穆特作戰時受傷。

## 榮譽
沃洛布耶夫在2023年7月23日因「成功執行戰鬥任務」獲得烏克蘭武裝部隊「金十字獎章」。
- 金十字獎章[10]

## 備註
1. ↑  烏克蘭語羅馬化：Ihor Mykhailovych Volobuiev
2. ↑  俄語羅馬化：Igor Mikhaylovich Volobuyev